# 73 Korpus Strzelecki (ZSRR)
73 Korpus Strzelecki (ros. 73-й стрелковый корпус) – wyższy związek taktyczny Armii Czerwonej z okresu II wojny światowej.
W 1945 roku razem z 48 Korpusem Strzeleckim i 78 Korpusem Strzeleckim wchodził w skład 52 Armii. W czasie walk na ziemiach polskich 73 KS dowodził gen. mjr Sarkus Martirosjan. Oddziały korpusu uczestniczyły m.in. w ofensywie Armii Czerwonej rozpoczętej 12 stycznia 1945 roku, biorąc udział w przełamaniu niemieckich fortyfikacji Stellung a2.

## Struktura organizacyjna
Skład w 1945 roku:
- 50 Dywizja Strzelecka
- 254 Dywizja Strzelecka
- 294 Dywizja Strzelecka